# Хорсшу Бенд (Тексас)
Хорсшу Бенд (енгл. Horseshoe Bend) насељено је место без административног статуса у америчкој савезној држави Тексас.

## Демографија
По попису из 2010. године број становника је 789.
| Група             | 2000.    | 2010.       |
| Белци             | 0 (0,0%) | 685 (86,8%) |
| Афроамериканци    | 0 (0,0%) | 4 (0,5%)    |
| Азијати           | 0 (0,0%) | 3 (0,4%)    |
| Хиспаноамериканци | 0 (0,0%) | 74 (9,4%)   |
| Укупно            | 0        | 789         |